# Józef Czechowicz (Autor)

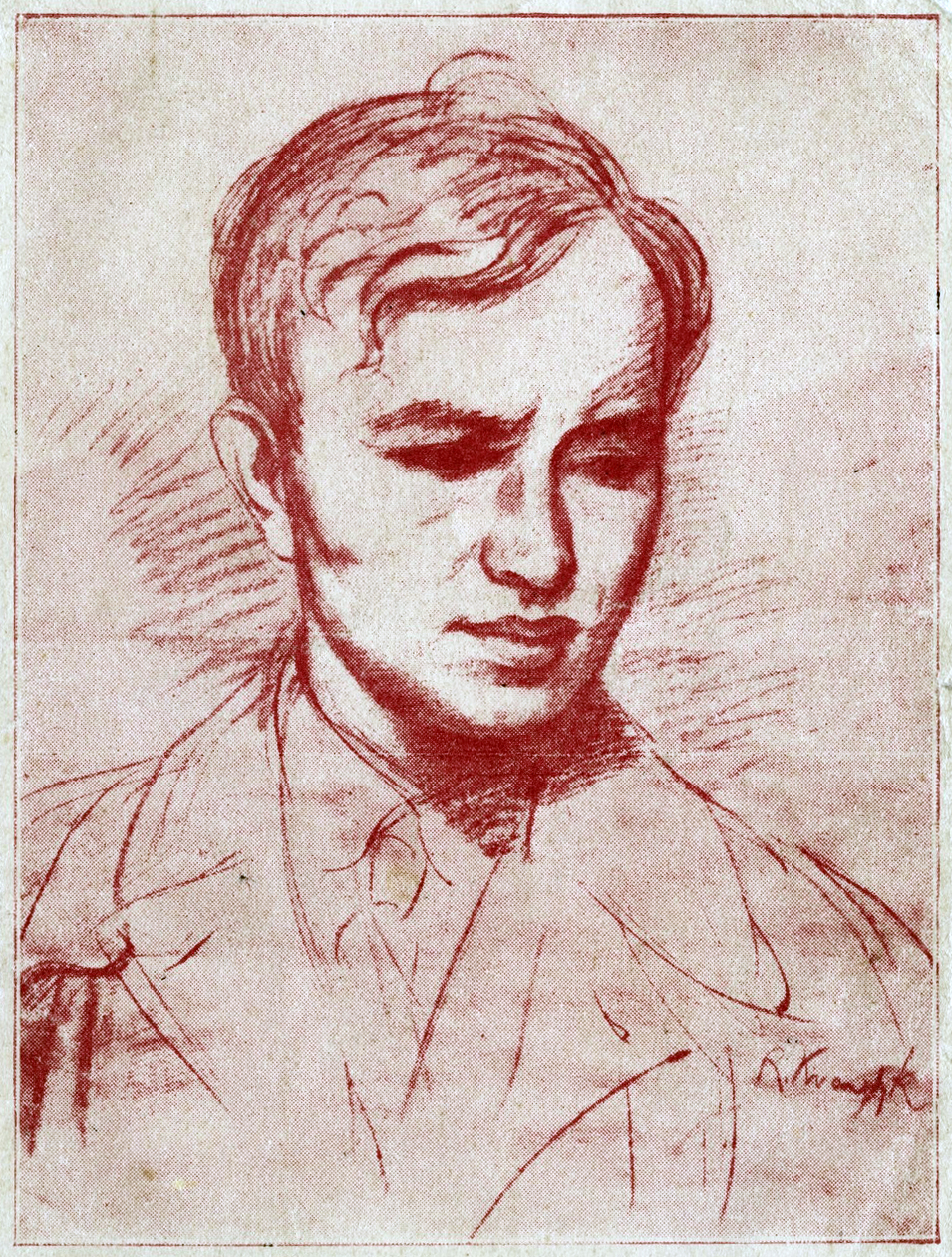
Gezeichnet von Roman Kramsztyk

Józef Czechowicz (* 1903 in Lublin, Weichselland (Russland); † 1939 in ebenda) war ein polnischer Schriftsteller der Zwischenkriegszeit, Mitbegründer der Literatengruppe Reflektor.
Czechowicz verbrachte seine Kindheit in Lublin. Die Stadt war auch zentrales Thema seiner Lyrik. Daneben schrieb er Jugendliteratur und Stücke für das Polnische Radio. 1920 nahm Czechowicz als Freiwilliger im Polnisch-Sowjetischen Krieg teil. Danach studierte er Pädagogik in Warschau und kehrte nach mehreren Stationen als Lehrer nach Lublin zurück. 1923 begann er Gedichte im Reflektor zu veröffentlichen. 1930 ging er zum Studium nach Frankreich. Nach seiner Rückkehr nach Lublin begann Czechowicz eigene literarische Zeitschriften herauszugeben. 1932 gründete er zusammen mit Franciszka Arnsztajnowa eine Literarische Gesellschaft in Lublin. Später ging er nach Warschau, wo er sich ebenfalls als Herausgeber von Lyrik in zahlreichen Verlagen betätigte. Nach dem deutschen Überfall auf Polen ging er zurück nach Lublin. Am 9. September 1939 wurde er Opfer eines Flugangriffs der Luftwaffe auf Lublin. Sein Leichnam wurde dadurch identifiziert, dass man bei ihm ein kleines polnisch-englisches Wörterbuch fand, das er immer bei sich trug. Sein Tod trägt Ähnlichkeiten mit dem Tod des Ich-Erzählers in Czechowiczs Gedicht Trauer (polnisch: Żal ). Er wurde auf dem Lipowa-Friedhof in seiner Heimatstadt beigesetzt.

## Übersetzungen
- A Poem about Lublin (1934, from stare kamienie) translated by Małgorzata Sady and George Hyde (London 2002–2005)
- Ein Poem über Lublin übertragen nach der englischen Übersetzung von Paul Alfred Kleinert (Wien 2020)
- Einige Gedichte wurden ins Deutsche und Englische übersetzt und erschienen in Anthologien, so in: Polnische Poesie des 20. Jahrhunderts (herausgegeben und übertragen von Karl Dedecius, München 1964); Polnische Lyrik aus fünf Jahrzehnten (herausgegeben von Henryk Bereska und Heinrich Olschowsky, Berlin und Weimar 1975); Sto Wierszy Polskich / Hundert polnische Gedichte (bilinguale Edition, herausgegeben und übertragen von Karl Dedecius, Kraków 1982/‘89); Panorama der polnischen Literatur des 20. Jahrhunderts. Poesie (herausgegeben und übertragen von Karl Dedecius, Zürich 1996); Polnische Lyrik aus 100 Jahren (herausgegeben von Sergiusz Sterna-Wachowiak, Gifkendorf 1997); Makkaronische Dichtung, Zürich 2013.